# Східний Калімантан
Східний Калімантан (індонез. Kalimantan Timur, також скорочено Kaltim) — найбільша після Папуа індонезійська провінція. Розташована на острові Калімантан. Площа — 204 534 км². Населення — 3 553 143 осіб (2010). Адміністративний центр — місто Самаринда.

## Адміністративний поділ
Провінція ділиться на 10 округів і 4 міських муніципалітету:
| №  | Округ                     | Адміністративний центр | Площа, км² | Населення, осіб (2010) |
| -- | ------------------------- | ---------------------- | ---------- | ---------------------- |
| 1  | Округа Беран              | Танджунгредеп          | 32 700     | 179 444                |
| 2  | Округа Булунган           | Танджунгселор          | 18 010     | 113 045                |
| 3  | Східний Кутай             | Сангат                 | 35 747     | 253 904                |
| 4  | Західний Кутай            | Сендавар               | 33 052     | 165 934                |
| 5  | Кутай-Картанегара         | Тенгаронг              | 27 263     | 62 6286                |
| 6  | Округа Малінау            | Малінау                | 42 620     | 62 423                 |
| 7  | Округа Нунукан            | Нунукан                | 14 493     | 140 842                |
| 8  | Округа Пасір              | Танах-Грогот           | 11 604     | 231 593                |
| 9  | Північний Пенаджам-Пасеря | Пенаджам               | 3333       | 142 693                |
| 10 | Округа Тана-Тідунг        | Тіденг-Пале            | 4828       | 15 147                 |
| 11 | місто Балікпапан          | -                      | 946        | 559 196                |
| 12 | місто Бонтанг             | -                      | 498        | 140 787                |
| 13 | місто Самаринда           | -                      | 718        | 726 223                |
| 14 | місто Таракан             | -                      | 251        | 193 069                |
|    | Усього                    |                        | 226 063    | 3 550 586              |

## Економіка
Основою економіки є видобуток нафти, газу, вугілля, золота, лісова промисловість, а також сільське господарство та туризм. Нафта видобувається у районі Самаринда та за допомогою трубопроводу надходить на нафтопереробний завод у Балікпапані. В окрузі Булунган налагоджено виробництво метанолу, у Бонтанзі виробляють нітрогенні добрива. На місцевій сировині працює також деревообробна та целюлозно-паперова промисловість. Кустарні промисли представлені плетеними виробами з ротанґової пальми, виробами з дерева, виробами з перлів та дорогоцінних каменів.

### Природні умови та туризм
Об'єктами туризму є острови Дераван, даякське село Пампанга, крокодиляча ферма у Балікпапані, оленяча ферма у Пенаджамі.
Особливою популярністю серед туристів користується національний парк Каяні-Ментаранг, багатий ендеміками та реліктами тваринного світу екваторіальних лісів. Тут збереглися малайський ящір, носач, макака-крабоїд, гібони, товсті лорі, довгоп'яти, димчаста пантера, мармуровий та суматранський коти, видра, вівера, малайський ведмідь, гомрай великий, калао білогорлий та довгохвостий, білохвостий фазан (лат. Lophura bulweri).